# Corydalis linarioides
Corydalis linarioides är en vallmoväxtart som beskrevs av Carl Maximowicz. Corydalis linarioides ingår i släktet nunneörter, och familjen vallmoväxter. Inga underarter finns listade i Catalogue of Life.